# Laza
Pour les articles homonymes, voir Laza (homonymie).
Laza est une commune de la province d'Ourense en Espagne située dans la communauté autonome de Galice.

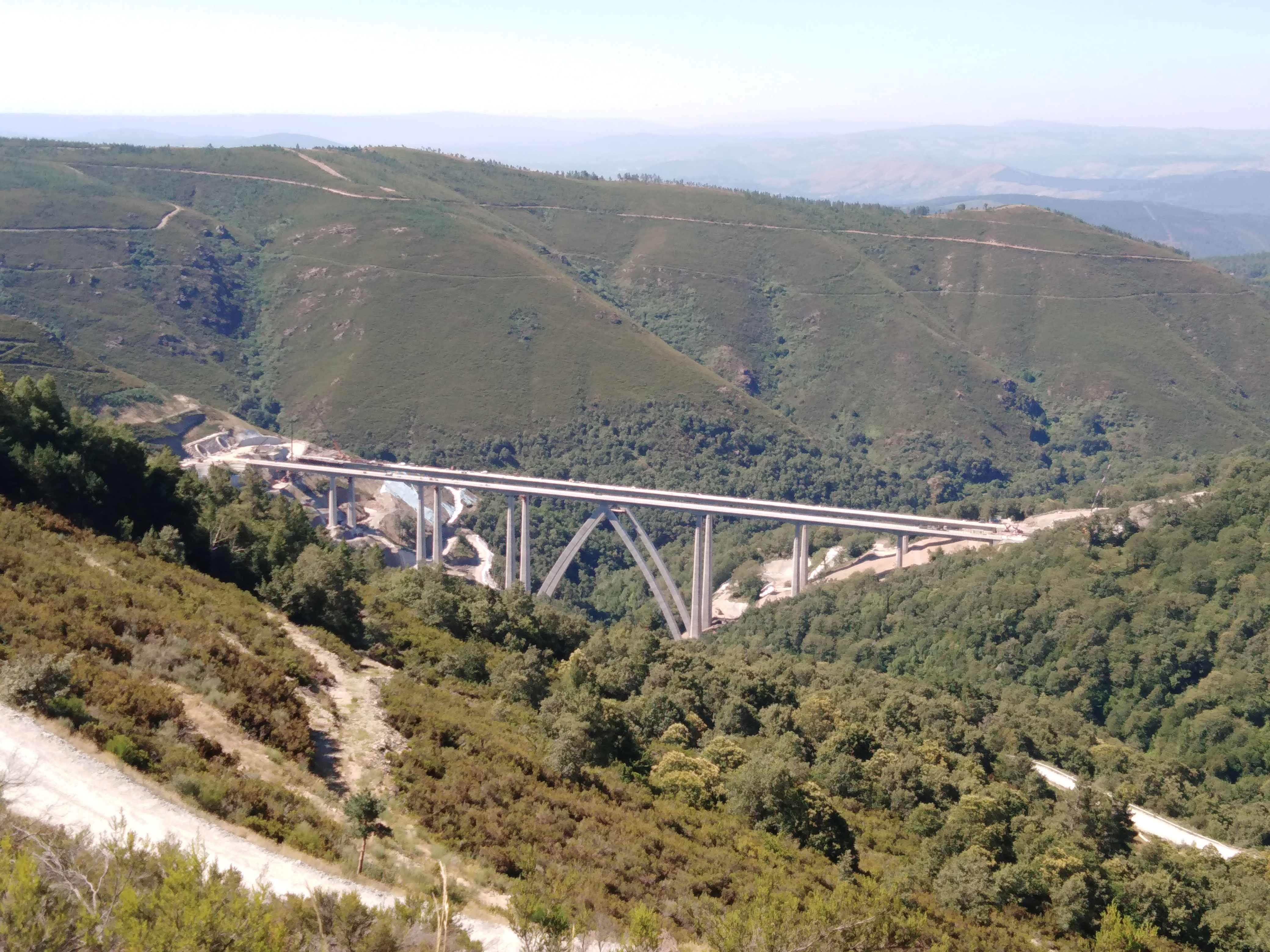
Le viaduc de Teixeiras, sur le territoire de Laza, permettant à la ligne à grande vitesse de Galice de franchir l'arroyo Teixeiras.